# Acanthoscelides chiricahuae
Acanthoscelides chiricahuae är en skalbaggsart som först beskrevs av Henry Clinton Fall 1910.  Acanthoscelides chiricahuae ingår i släktet Acanthoscelides och familjen bladbaggar. Inga underarter finns listade i Catalogue of Life.